# 烏爾夫特河
50°36′8.3″N 6°25′7.1″E / 50.602306°N 6.418639°E

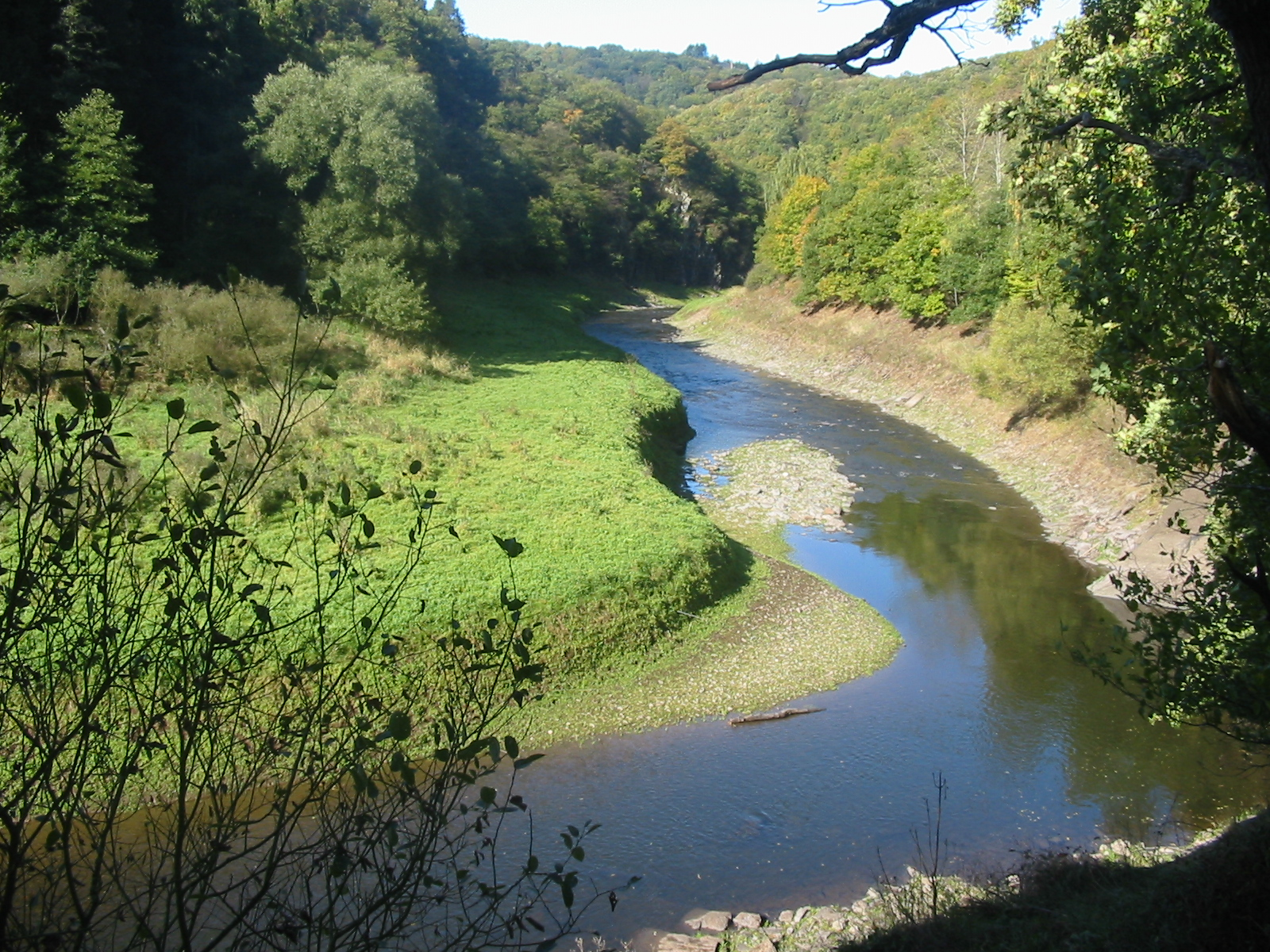
烏爾夫特河

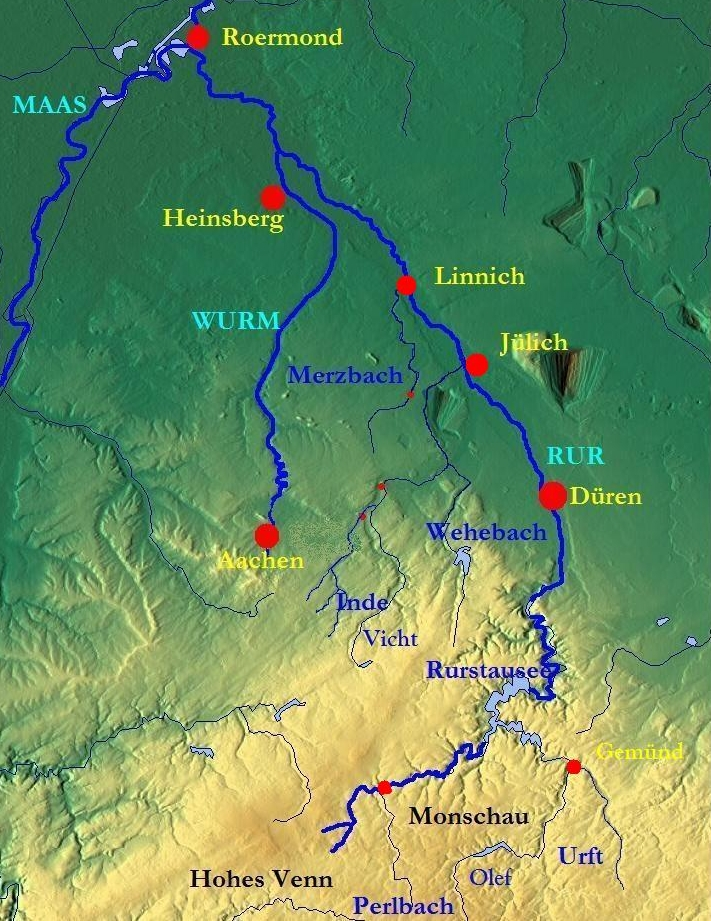
位置圖（右下）

烏爾夫特河（德語：Urft），是德國的河流，位於該國西部，處於北萊茵-威斯特法倫州，屬於魯爾河的右支流，河道全長46公里，流域面積373平方公里。